# Szabórák
A szabórák (Dromia personata) a felsőbbrendű rákok (Malacostraca) osztályának tízlábú rákok (Decapoda) rendjébe, ezen belül a Dromiidae családjába tartozó faj.

## Előfordulása
A szabórák a Földközi-tengerben, az Északi-tengerben és a két tengert összekötő Atlanti-óceán szakaszon, széles körben elterjedt. E rákfaj a sekély vizeket kedveli, ahol sziklás partokon gyakran egészen a víz szintjének felső határáig felkapaszkodik.

## Megjelenése
A szabórák 5-8 centiméter széles, erősen boltozatos testét a világoslila színű ollószárak kivételével vastag, sötétbarna, bársonyos szőrprém takarja. Az ollóslábak zömökek, vaskosak, a járólábak rövidek és erőteljesek. Az ötödik pár járólába a többinél kisebb és a hátoldalra tolódott, apró ollókat visel.

## Életmódja
A szabórák álcázás céljából idegen anyagokkal, legtöbbször szivacsokkal burkolja be magát, amelyeket a hátoldalra tolódott lábaival tart.

## Képek

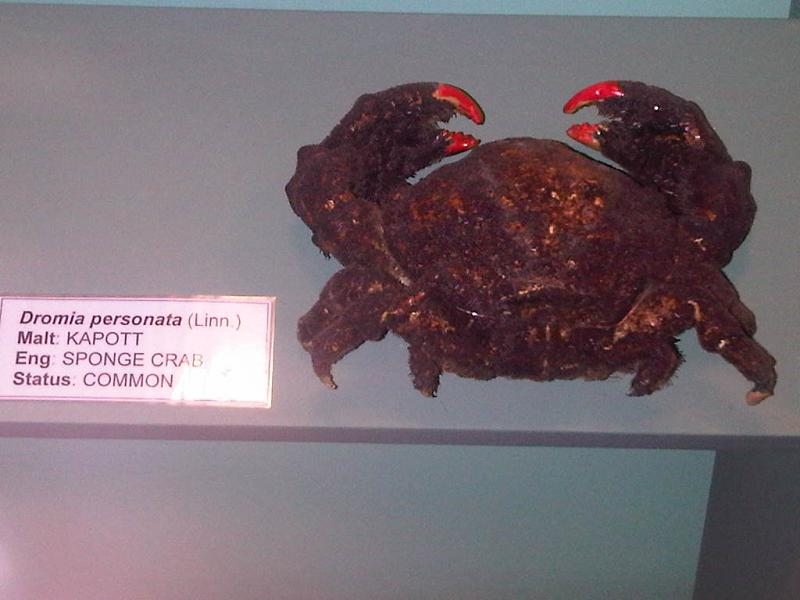
Szabórák a máltai Vilhena Palace-hoz tartozó National Museum of Natural History-ban
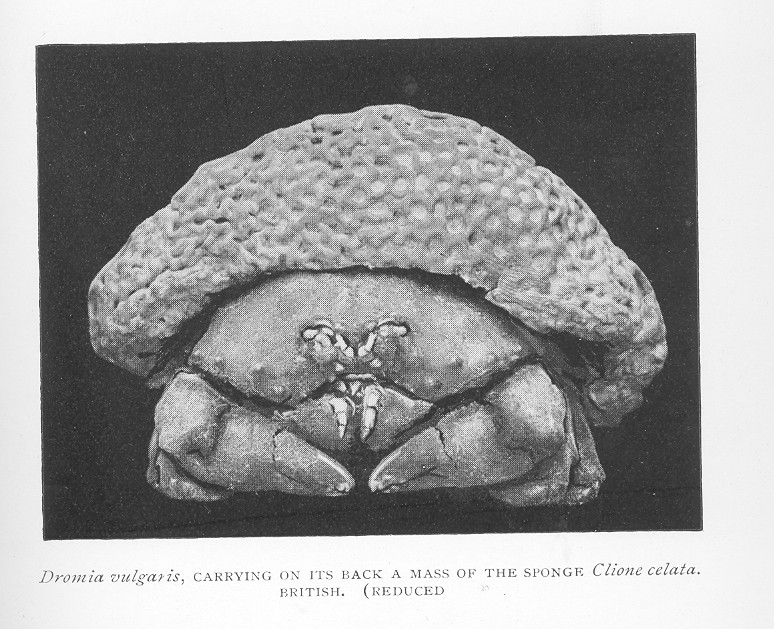
Cliona celata nevű szaruszivacsot cipelő szabórák